# Petrophile circinnata
Petrophile circinnata är en tvåhjärtbladig växtart som beskrevs av Richard Kippist och Meissn.. Petrophile circinnata ingår i släktet Petrophile och familjen Proteaceae. Inga underarter finns listade i Catalogue of Life.